# Domingo Faustino Sarmiento

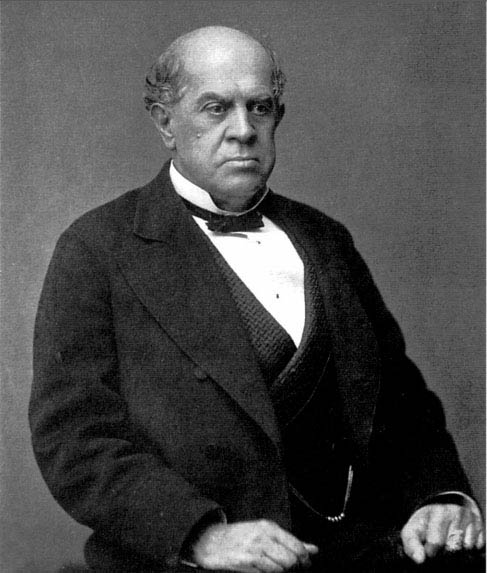
Domingo Faustino Sarmiento

Domingo Faustino Sarmiento Albarracín (* 15. Februar 1811 in San Juan; † 11. September 1888 in Asunción, Paraguay) war von 1868 bis 1874 Präsident von Argentinien.

## Politische Funktionen
Bereits in jungen Jahren sprach Sarmiento sich gegen die Diktatur Juan Manuel de Rosas’ aus, worauf er für mehrere Jahre ins Exil nach Chile, Europa und in die USA ging. Während dieser Zeit schrieb er als Journalist gegen das Regime in seinem Heimatland an.
Nach dem Ende von Rosas’ Herrschaft kehrte Sarmiento nach Argentinien zurück und übernahm nacheinander mehrere lokale Verwaltungsämter. Bereits in diesen Funktionen setzte er sich für einen Ausbau des Bildungswesens ein und begann eine Landreform zu entwerfen. Immer wieder geriet er damit in Konflikte mit Großgrundbesitzern. Von 1862 bis 1864 war er Gouverneur der Provinz San Juan. Von 1864 bis 1868 war er Minister und ab 1865 zusätzlich kurzzeitig Gesandter in Chile und Peru. 1868 übernahm er das Amt des Botschafters in den USA, kehrte aber noch im gleichen Jahr nach Argentinien zurück. Noch auf hoher See erhielt er die Nachricht, dass er am 16. August 1868 zum Präsidenten gewählt worden war. Sarmiento sprach Englisch und Französisch und bekam auch die Ehrendoktorwürde der Universitäten von Michigan und Brown. Seine beachtliche Bildung erreichte er weitgehend als Autodidakt.
Er übernahm das Amt des Präsidenten am 12. Oktober 1868 von Bartolomé Mitre. Zu dieser Zeit befand sich Argentinien mit Paraguay im Krieg, der bis 1870 dauern sollte, und außerdem in heftigen inneren Auseinandersetzungen um einen föderalistischen oder zentralistischen Staatsaufbau. Am 23. August 1873 wurde ein Attentat auf Sarmiento verübt, weil er mehrmals in der Provinz Entre Ríos gegen López Jordán vorgegangen war.
Er ließ 1869 die erste Volkszählung durchführen und förderte aufgrund der niedrigen Bevölkerungszahl (1.830.214 Einwohner) die Immigration. Er wollte vor allem Einwanderer aus Nordeuropa anwerben, weil er Südeuropäer für die Besiedlung nicht für so geeignet hielt, ein Vorhaben, das ihm nur zum Teil gelang. Er gründete 1871 die Banco Nacional und erweiterte das Bahnnetz von 573 Kilometern im Jahr 1868 auf 1331 Kilometer im Jahre 1874. Während seiner Präsidentschaft stieg die Zahl der Schüler an Grundschulen von 30.000 auf 100.000. Zudem ließ er öffentliche Bibliotheken errichten. Seine fortschrittliche Wirtschaftspolitik war weitgehend an den USA orientiert. Er erkannte die Wichtigkeit der modernen Kommunikation und ließ mehr als 5.000 km an Telegrafenlinien einrichten sowie die erste Telegrafenverbindung mit Europa. Er erkannte ebenfalls die Wichtigkeit der Flussschifffahrt als Möglichkeit, die argentinische Binnenwirtschaft zu fördern.
Sarmiento gründete außerdem 1872 die erste argentinische Marine-Schule (Escuela de Náutica, ab 1873 Escuela Naval Militar), weshalb ihm zu Ehren ein 1899 gebautes Segelschulschiff der Marine Presidente Sarmiento benannt wurde. Insgesamt wurden während seiner Präsidentschaft mehr als 800 Schulen argentinienweit gegründet.
Ein Bild von ihm ist seit 1999 auf dem 50-Peso-Geldschein Argentiniens abgebildet. Nach ihm ist in der Antarktis der Canal Sarmiento, besser bekannt als George-VI-Sund, benannt. Daneben heißt der Flughafen San Juan nahe der Stadt San Juan in seinen Ehren offiziell Aeropuerto Domingo Faustino Sarmiento.

## Literarische Aktivitäten
Sarmiento ist Autor eines der berühmtesten Essays der argentinischen Literaturgeschichte: Barbarei und Zivilisation (Titel der Erstausgabe: Civilización i barbarie, vida de Facundo Quiroga i aspecto físico, costumbres y ábitos de la Republica Argentina), das 1845 in Chile erschien. Es ist das identitätsbegründende literarische Werk aus der frühen Phase der Nationwerdung in Argentinien, eine Mischform zwischen Essay, Roman, Biographie und Historiographie. Gegen die landeseigene „Barbarei“, die sich für ihn in der Landbevölkerung, vor allem in Indianern und Gauchos verkörperte, hofft Sarmiento auf europäische Einwanderer, die das Land verstädtern und „zivilisieren“ sollen. Denn die von Sarmiento angestrebte nationale Identität ist eine an Europa orientierte. In Barbarei und Zivilisation, häufig einfach Facundo genannt, setzt er sich intensiv mit dem Leben von Juan Facundo Quiroga auseinander, einem Caudillo als argentinischer Milizenführer, der auf dem Höhepunkt seiner Macht mehrere argentinische Provinzen (San Juan, Mendoza, San Luis, La Rioja) kontrollierte und wegen seiner Willkür gefürchtet war, weil er sowohl eigene Waffenbrüder als auch Gegner hinrichten ließ. Für Sarmiento war Quiroga der Inbegriff der Barbarei, für die er eine tiefe Verachtung zeigte.
Diese Verachtung traf mehr noch die Indianer, die wie die Ureinwohner Nordamerikas der europäischen Einwanderung zu weichen hatten und zu vernichten waren:
„¿Lograremos exterminar los indios? Por los salvajes de América siento una invencible repugnancia sin poderlo remediar. Esa canalla no son más que unos indios asquerosos a quienes mandaría colgar ahora si reapareciesen. Lautaro y Caupolicán son unos indios piojosos, porque así son todos. Incapaces de progreso, su exterminio es providencial y útil, sublime y grande. Se los debe exterminar sin ni siquiera perdonar al pequeño, que tiene ya el odio instintivo al hombre civilizado.“
(„Wird es uns gelingen, die Indianer auszurotten? Für die Wilden Amerikas empfinde ich einen unüberwindbaren Widerwillen, gegen den ich keine Abhilfe weiß. Dieses Gesindel besteht nur aus ekelhaften Indianern, die ich aufzuhängen befehlen würde, wenn sie wieder auftauchten. Lautaro und Caupolicán sind verlauste Indianer, weil sie alle so sind. Unfähig zum Fortschritt, ist ihre Vernichtung von der Vorsehung bestimmt und nützlich, sublim und großartig. Sie müssen ausgerottet werden, ohne Erbarmen für den kleinen Nachkommen, der schon über den instinktiven Hass auf den zivilisierten Menschen verfügt.“)
Indessen zählt er in Barbarei und Zivilisation zu den Untaten des Diktators Rosas ein Massaker, bei dem 44 Indianer auf einem Platz in Buenos Aires erschossen wurden, „um alle Welt vor Schreck über dieses Blutbad erstarren zu lassen, dessen Opfer sicherlich Wilde, aber doch schließlich Menschen waren“.

## Schriften
- Facundo. Prólogo: Noé Jitrik. Notas y cronología: Susana Zanetti y Nora Dottori. Biblioteca Ayacucho, Caracas (Venezuela) 1993, ISBN 980-276-274-1. (Aktuelle, mit ausführlichen Anmerkungen versehene spanische Ausgabe; PDF-Datei); dt. Barbarei und Zivilisation. Das Leben des Facundo Quiroga. Ins Deutsche übertragen und kommentiert von Berthold Zilly, Frankfurt am Main: Eichborn 2007, Reihe Die Andere Bibliothek, ISBN 978-3-8218-4580-7.
- Viajes por Europa, África i América 1845-1847, hrsg. von Javier Fernández. Titelvariante: Viajes por Europa, África y América, Colección Archivos, Nanterre (ALLCA XX) 1996; ISBN 84-89666-26-1. (Online)
- Recuerdos de Provincia, 1850, engl. Recollection of a Provincial Past, Oxford University Press, 2005, ISBN 978-0-19-511370-9.